# Fehmarnbelt
A Fehmarnbelt (dánul: Femern Bælt) egy tengerszoros a Balti-tenger nyugati részén, amely a Kieli-öblöt és a Mecklenburgi-öblöt köti össze a Németországhoz tartozó Fehmarn és a dániai Lolland szigete között. A két szigeten fekvő Puttgardent és Rødbyt a Scandlines kompjárata köti össze.
A hely szerepel a német himnuszban is, a dal szerint idáig terjed ki Németország („Von der Etsch bis an den Belt”)
A dán és a német kormány megállapodása szerint a kompot egy híd váltja majd ki. A Fehmarnbelt híd a tervek szerint 2018-ra készülhet el.
A 2010-es években a mérnökök arra jutottak, hogy kisebb építési kockázattal jár és nagyjából ugyanannyiba kerül, ha híd helyett tenger alatti alagút épül.